# 19730 Machiavelli
19730 Machiavelli este un asteroid din centura principală de asteroizi.

## Descriere
19730 Machiavelli este un asteroid din centura principală de asteroizi. A fost descoperit pe 7 decembrie 1999 la Fountain Hills (Arizona) de Charles W. Juels. Asteroidul prezintă o orbită caracterizată de o semiaxă mare de 3,13 ua, o excentricitate de 0,42 și o înclinație de 22,9° în raport cu ecliptica.